# John A. Gotti

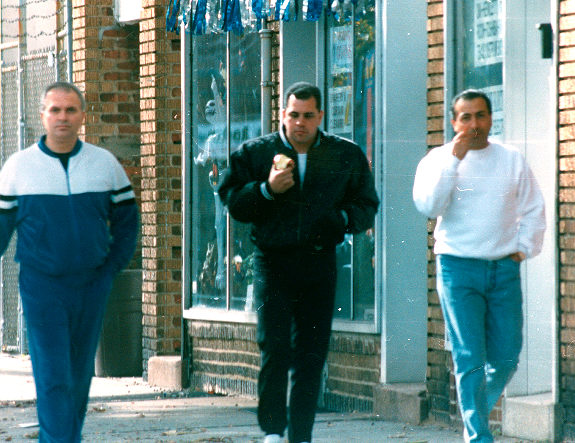
Thomas Cacciopoli (links), Gotti (Mitte) und John Cavallo

John Angelo Gotti III (* 14. Februar 1964 in Queens, New York City), auch bekannt als Junior Gotti, ist/war ein italienisch-amerikanischer Mobster der amerikanischen Cosa Nostra. Er galt während der 1990er Jahre als Underboss sowie amtierender Boss der Gambino-Familie, nachdem sein Vater John „Teflon-Don“ Gotti im Jahr 1992 inhaftiert worden war.
Mehrfach erklärte Junior Gotti, er sei kein Mitglied der Mafia mehr und konzentriere sich nur noch darauf, seine Familie nicht zu enttäuschen und seinen Kindern ein Vater zu sein.

## Leben

### Frühe Jahre
John Angelo „Junior“ Gotti III wurde am 14. Februar 1964 in Queens (New York City) als Sohn von John J. Gotti und Victoria DiGiorgio geboren. 

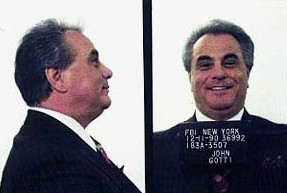
Polizeifoto von Junior Gottis Vater John Gotti, aufgenommen am 11. Dezember 1990 vom FBI in New York

 Er wuchs in der italienisch-amerikanischen Nachbarschaft von Howard Beach auf, einem Abschnitt von Queens. Er besuchte die New York Military Academy als Mitglied der Klasse von 1983. Nach dem Verlassen der Schule half ihm sein Vater, ein Lkw-Geschäft namens Samson Trucking Company zu eröffnen. Nachdem das Geschäft gescheitert war, verschaffte ihm sein Vater eine Position in der United Brotherhood of Carpenters.
Nach Angaben von Bundesstaatsanwälten wurde Gotti 1988 in die Gambino-Familie aufgenommen und zum sogenannten Made Man. Bei der Zeremonie soll, neben ihm und drei weiteren, auch Michael „Mickey Scars“ DiLeonardo aufgenommen worden sein. 1990 wurde Junior Gotti zum Capo ernannt und war somit vermutlich der jüngste Capo in der Geschichte der Gambino-Familie.
Im Jahr 1990 heiratete Gotti Kimberly Albanese, Tochter von Gambino-Mobster Phillip Albanese, mit der er im Laufe der Zeit sechs Kinder bekam.

### An der Spitze
Im April 1992 erhielt sein Vater eine lebenslangen Freiheitsstrafe ohne Aussicht auf Bewährung wegen Erpressung und damit zusammenhängenden Straftaten. Staatsanwälte behaupteten, er habe seinen Sohn zu dieser Zeit zum amtierenden Boss ernannt sowie ein Gremium errichtet, welches ihm zur Seite stünde. Als Familienmitglied war John Angelo einer der wenigen Leute, denen es erlaubt war, seinen Vater zu besuchen. So nahm man an, dass er die Befehle seines Vaters aus dem Gefängnis an die Organisation weiterleitete.
Viele seiner Anhänger jedoch hielten ihn als Boss für nicht kompetent genug und als Verhandlungsführer nicht annähernd so gut wie seinen Vater. Dadurch sollen die Gambinos mehrere Streitigkeiten mit den anderen Familien verloren haben. Unter der damaligen Führung von Vincent „the Chin“ Gigante soll die  Genovese-Familie von Junior Gotti so unbeeindruckt gewesen sein, dass sie sich weigerte, mit ihm zusammenzuarbeiten.
Bei einer Untersuchung im Jahr 1997 fand das FBI in einem Keller im Eigentum von John Angelo unter anderem eine Liste mit den Namen der Mitglieder seiner Organisation, sowie 348.700 US-Dollar in bar und zwei Pistolen. Es wurde auch eine Liste mit Namen mehrerer Männer gefunden, die 1991 und 1992 in andere Familien aufgenommen worden waren. Diese Entdeckung erzürnte Gottis Vater ebenso wie die anderen Bosse, da sie Dutzende andere Mafiosi in die Gefahr einer Regierungsuntersuchung brachte. Dieser Umstand brachte Junior Gotti in den New Yorker Medien den Spitznamen dumbfella (etwa: 'doofer Kumpel', 'dummer Kerl') ein.

### Verurteilungen
Im Jahr 1998 wurde Gotti mit einer großangelegten RICO-Anklage konfrontiert. Zusätzlich zu den Listen, die während der Razzia von 1997 beschlagnahmt wurden, konnten die Staatsanwälte die Anklage gegen Gotti auf Transkripte von Gefängnisgesprächen stützen, bei denen er von seinem Vater beraten wurde, wie man die Familie führt. Angesichts der überwältigenden Beweise bekannte Gotti sich selbst schuldig, um das Strafmaß auf eine Strafe wegen Kreditwucher, Buchmacherei und Erpressung zu reduzieren. John Angelo wurde 1999 zu 77 Monaten Gefängnis verurteilt und Anfang 2001 wieder entlassen, aber wegen weiterer Anklagen für schuldig befunden und 2002 ins Gefängnis zurückgeschickt.
Bereits während seiner ersten Inhaftierung übernahm sein Onkel Peter Gotti das Amt des amtierenden Bosses. Als Junior Gottis Vater John Gotti am 10. Juni 2002 im Gefängnis starb, übernahm Peter Gotti gänzlich die Führung als neues Oberhaupt. Jedoch mussten auch er sowie sein Bruder Richard V. Gotti und dessen Sohn Richard G. Gotti im März 2003 eine 16-jährige Haftstrafe antreten.
Im Jahr 2005 wurde Junior Gotti aus dem Gefängnis entlassen.

### Letzte Jahre
Nachdem die Staatsanwaltschaft seit dem Jahr 2004 viermal vergeblich versucht hatte, John A. Gotti wegen Wertpapierbetrug, Erpressung, Kreditwucher und Verschwörung zum Mord ins Gefängnis zu bringen, verkündete im Januar 2010 der US-Staatsanwalt für den südlichen Bezirk von New York, die Regierung habe beschlossen, keine weitere Anklage in diesen Fällen zu erheben. Diese Tatsache brachte ihm den Spitznamen „Teflon-Don Jr.“ ein.
Im November 2013 wurde Gotti bei dem Versuch, zwei Fremde auf einem Parkplatz von einem Kampf abzuhalten, in der Magengegend angestochen, aber nicht lebensgefährlich verletzt. Vor der Polizei machte er keine Angaben zum Vorfall.
Strafverfolgungsbeamte sagen, sie glaubten, Gotti sei heute nicht mehr in kriminelle Angelegenheiten involviert. Sein Anwalt gab an, sein Klient verwalte jetzt Immobilien, die er auf Long Island besitze.
Am 21. Januar 2015 veröffentlichte John A. Gotti sein eigenes Buch mit dem Titel Shadow of My Father.

## Filme und Dokumentationen
- Gotti ist ein Film aus dem Jahr 2018 über das Leben von John „Teflon-Don“ Gotti während seines Aufstieges und Falls in den Reihen der Gambino-Familie. John A. Gotti wird von Spencer Lofranco gespielt.
- Im Jahr 2018 erschien die 4-teilige Dokureihe des Privatsenders A&E Network namens John Gotti: Das Erbe eines Mafioso (OT: Gotti: Godfather and Son), über das Leben und das Umfeld von John Gotti. John A. Gotti ist ebenfalls ein großer Bestandteil der Dokureihe.